# Râul Moneasa
Râul Moneasa este unul din cele două brațe care, prin unirea cu Dezna, în dreptul localității Dezna formează râul Sebiș. Râul Moneasa se formează la rândul său la confluența brațelor Târsu și Sașa

## Hărți
- Harta interactivă județul Arad
- Harta Munților Codru-Moma  Arhivat în 9 iunie 2008, la Wayback Machine.